# Gilberto Capoani
Gilberto Capoani (Passo Fundo, 7 de janeiro de 1954) é um político brasileiro, filiado ao Partido do Movimento Democrático Brasileiro (PMDB).
Em 2010, foi um dos deputados estaduais do Rio Grande do Sul que votou a favor do aumento de 73% nos próprios salários em dezembro, fato que gerou uma música crítica chamada "Gangue da Matriz" composta e interpretada pelo músico Tonho Crocco, que fala em sua letra os nomes dos 36 deputados (inclusive o de Gilberto Capoani) que foram favoráveis a esse autoconcedido aumento salarial.
Nas eleições de 2014, em 5 de outubro, foi reeleito deputado estadual à Assembleia Legislativa do Rio Grande do Sul na 54ª legislatura (2015 — 2019). Assumiu o cargo em 1 de fevereiro de 2015, cujo mandato expira em 1 de fevereiro de 2019.